# Turó de la Costa Xica
El Turó de la Costa Xica és una muntanya de 721 metres que es troba al municipi de les Valls d'Aguilar, a la comarca de l'Alt Urgell.